# 取手市立取手第二中学校
取手市立取手第二中学校（とりでしりつ とりでだいにちゅうがっこう）は、茨城県取手市寺田にある公立中学校。

## 沿革

### 取手町立取手中学校寺原教場(分校)
- 1947年（昭和22年）
  - 4月15日 - 学校教育法により、 北相馬郡学校組合立取手中学校（取手市立取手第一中学校）創立
  - 5月3日 - 取手町・小文間村・寺原村の1町2村の組合中学校として、取手町立取手小学校井野教場及び分校（井野小学校）(現在の取手市立取手小学校)・小文間小学校(現在の取手市立取手東小学校)・寺原小学校(現在の取手市立寺原小学校)内に、各教場を設置開校、取手中学校本部及び本校は、取手町の井野教場とする。
- 1952年（昭和27年）1月23日 - 北相馬郡学校組合立取手中学校寺原教場を、北相馬郡寺原村大字寺田5147番地に移転する。
- 1955年（昭和30年）2月15日 - 北相馬郡学校組合立取手中学校は町村合併及び北相馬郡学校組合が解散のため、取手町立取手中学校と校名変更。

### 取手町立取手第二中学校
- 1955年（昭和30年）
  - 9月1日 - 取手町立取手中学校寺原教場（分校）が取手町立第二中学校として独立開校し、式典を挙行する。その日を創立記念日にする。
  - 9月17日 - 取手第二中学校PTA発足。
  - 11月1日 - 校章制定。
- 1956年（昭和31年）3月18日 - 校歌制定。
- 1965年（昭和40年）7月24日 - プール（25m×13m×8コース）完成。
- 1970年（昭和45年）10月1日 - 市制施行により、取手市立取手第二中学校となる。
- 1971年（昭和46年）7月11日 - 体育館竣工。
- 1974年（昭和49年）9月12日 - 新校舎竣工。
- 1979年（昭和54年）4月24日 - 体育館増築、竣工。
- 1987年（昭和62年）4月 - 生徒増加により、取手市立野々井中学校が分離。
- 2011年（平成23年）4月 - 取手市立野々井中学校閉校（取手市立永山中学校に編入統合）により、野々井中学校学区の一部である、稲小学校（現在の取手市立取手西小学校）の学区を、取手第二中学校に学区変更。
- 2012年（平成24年）4月 - 取手市立取手第一中学校と取手市立取手東中学校の統合により、取手市立取手第一中学校の学区の一部である、取手市立白山小学校学区の一部、取手市立寺原小学校学区の一部が、取手市立取手第二中学校に学区変更。

## 学校行事
- 4月 春休み・1学期始業式・入学式
- 5月
- 6月
- 7月 夏休み(下旬)
- 8月 夏休み(全日)
- 9月 体育祭
- 10月 1学期終業式・2学期始業式・文化祭
- 11月
- 12月 冬休み(下旬)
- 1月 冬休み(上旬)
- 2月
- 3月 卒業式・2学期修了式・春休み・離任式

## 部活動

### 運動部
- 水泳部
- バレーボール部
- 男女バスケボール部
- 男女テニス部
- 野球部
- サッカー部
- 男女卓球部
- 剣道部
- 空手道部

### 文化部
- 吹奏楽部
- 美術部
- 環境部

## 取手市立取手第二中学校学区の小学校の変遷
1947年(昭和22年)
- 北相馬郡寺原村立寺原小学校

1955年(昭和30年)
- 2月、北相馬郡寺原村立寺原小学校→北相馬郡取手町立寺原小学校
- 北相馬郡取手町立第三小学校
- 北相馬郡取手町立永山小学校学区の一部

1958年(昭和33年)
- 北相馬郡取手町立第三小学校→北相馬郡取手町立白山小学校

1970年(昭和45年)
- 北相馬郡取手町立白山小学校→取手市立白山小学校
- 北相馬郡取手町立寺原小学校→取手市立寺原小学校
- 北相馬郡取手町立永山小学校→取手市立永山小学校

1973年(昭和48年)
- 取手市立白山西小学校

1982年(昭和57年)
- 取手市立稲小学校

1987年(昭和62年)
- 取手市立野々井中学校が分離により、取手市立永山小学校学区の一部、取手市立稲小学校学区(通学区域)が、取手市立野々井中学校学区(通学区域)変更

2011年(平成23年)
- 取手市立野々井中学校閉校(取手市立永山中学校へ編入統合)に伴い、取手市立稲小学校学区(通学区域)を、取手市立取手第二中学校に学区(通学区域)変更

2016年(平成28年)
- 取手市立白山西小学校、取手市立稲小学校→取手市立取手西小学校

現在
- 取手市立白山小学校
- 取手市立寺原小学校
- 取手市立取手西小学校

## 通学区域
2016年4月1日現在は以下の通りである。
- 白山一丁目 - 八丁目
- 新町一丁目 - 六丁目
- 中原町
- 台宿二丁目の一部
- 井野一丁目の一部
- 井野台一丁目 - 五丁目
- 本郷一丁目 - 五丁目
- 駒場一丁目 - 二丁目, 三丁目の一部, 四丁目の一部
- 寺田の一部
- 桑原の一部
- 井野の一部
- 西一丁目 - 二丁目
- 稲

## 進学前小学校
- 取手市立白山小学校- 全域
- 取手市立取手西小学校 - 全域
- 取手市立寺原小学校- 全域

## 交通アクセス
- 関東鉄道常総線寺原駅より徒歩4分。